# Neoplaszticizmus

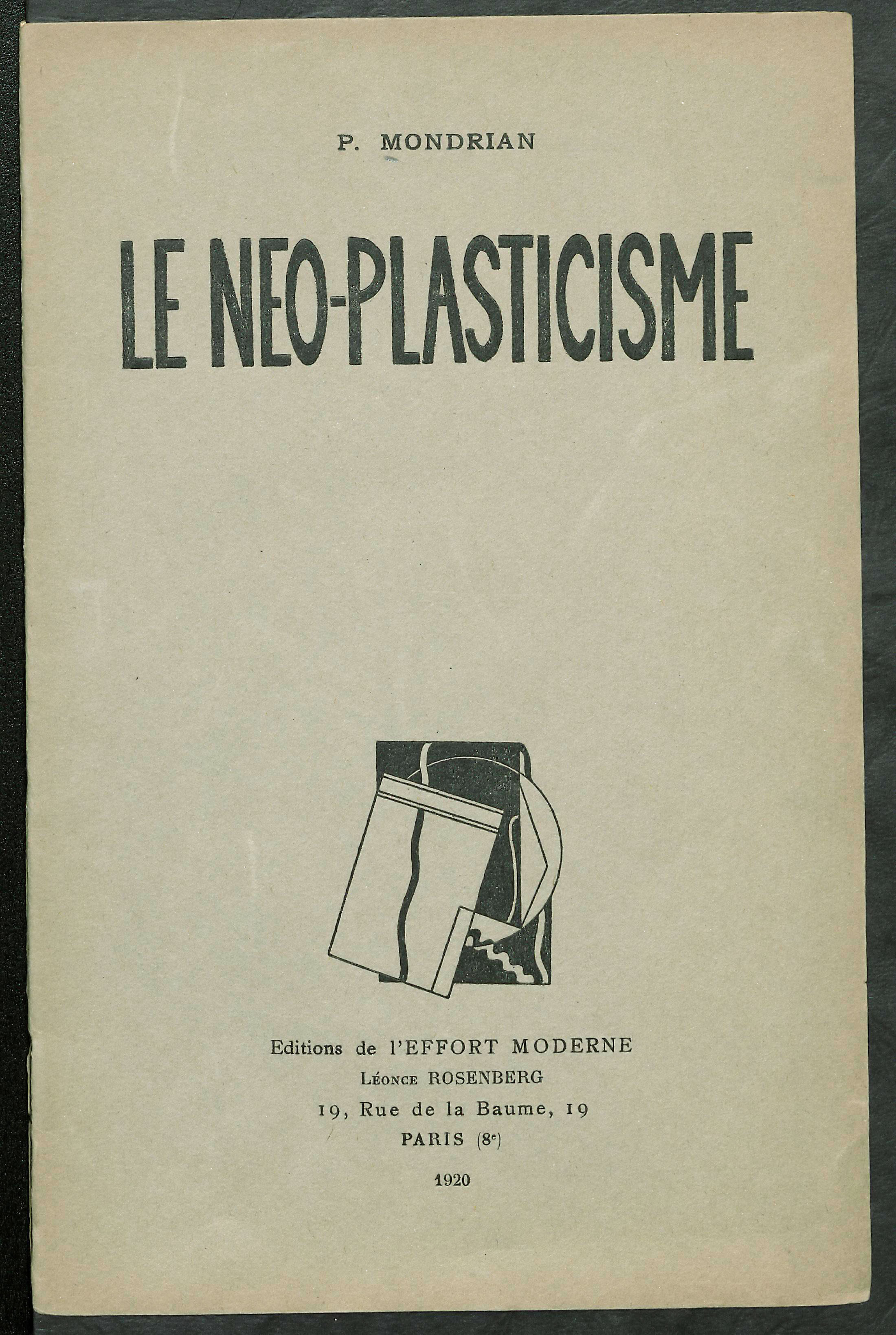
Piet Mondrian: Le Néo-Plasticisme (1920)

A neoplaszticizmus a geometrikus absztrakció egyik legjelentősebb ága, egyben képzőművészeti stílusnak is tekinhető. Piet Mondrian a kubizmusból fejlesztette ki, és ő nevezte el, de már 1913-ban jelen volt. Mivel a világ tarkaságában egységet keresett, ezt odáig fejlesztette, hogy művészetében végül szembeállította a dinamikus és statikus erőket. A sík felület, a vízszintes és függőleges vonalak, a fehér, a fekete és a vörös, a kék és a sárga kontrasztjára alapozta. Ezekben az elemekben szeretné megtalálni mindenki számára a közös nyelvet. Művészeti eljárása nélkülöz minden egyéni kifejezést, olyan szépséget kutat, ami nem az egyéni tudatot fejezné ki. Minden egyedi formában a zűrzavart látja.

## Története
Az első világháború idején, 1917-ben egy művészcsoport, melyhez Mondrian is tartozott, Hollandiában Theo van Doesburg által De Stijl néven folyóiratot indított, s ebben festők, szobrászok és építészek fejtették ki művészetszemléletüket, Modrian a Le Néo-Plasticisme c. esszéjében. 
Bútorban, a grafikai, keramikai és fémműves design terén egyszerű és funkcionális formák jöttek létre, melyek belekerültek a 20. század vizuális nyelvébe, és a székek, padok, edények, lámpák, textíliák, reklámok, és tipográfia szabványos formáivá váltak.

### Épülettervek Van Doesburgtól

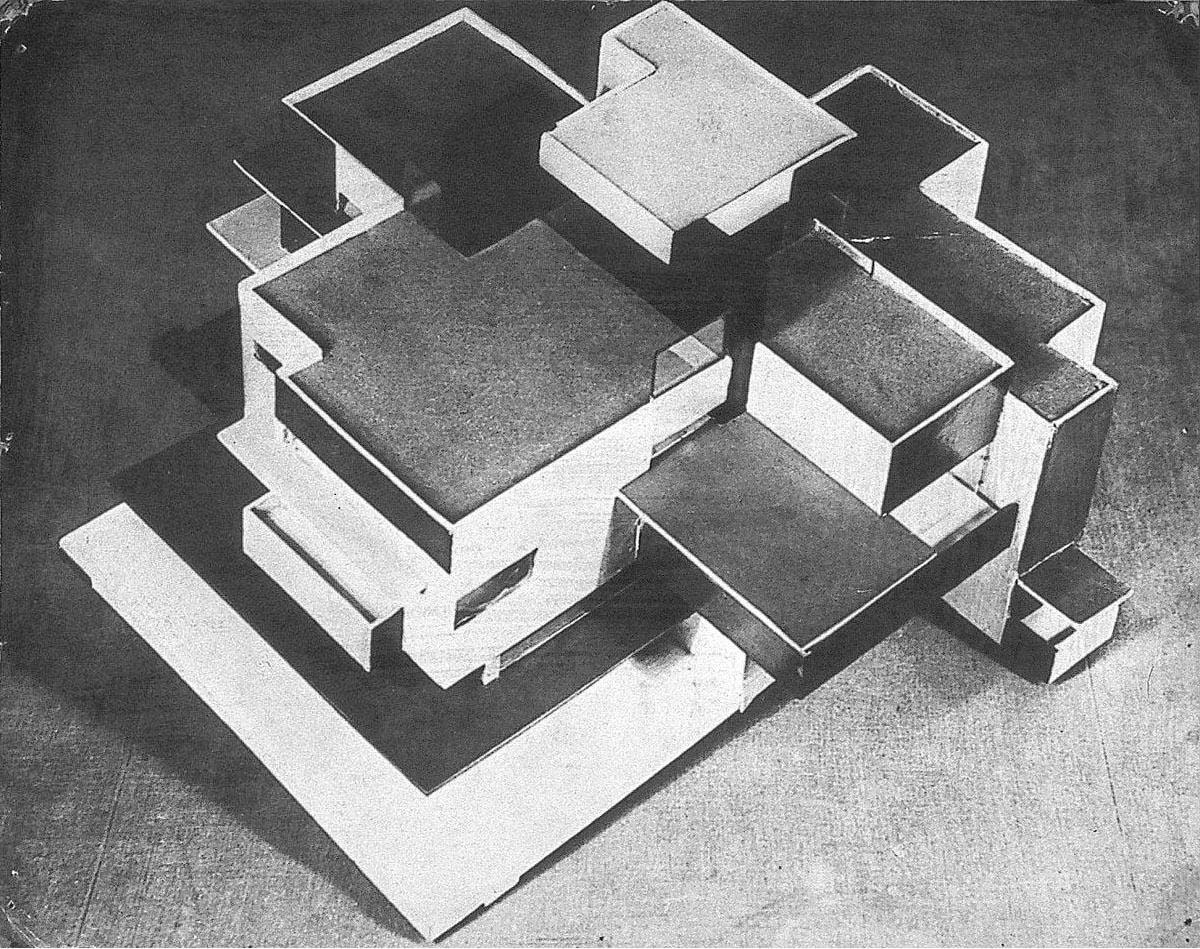
I. (1923)
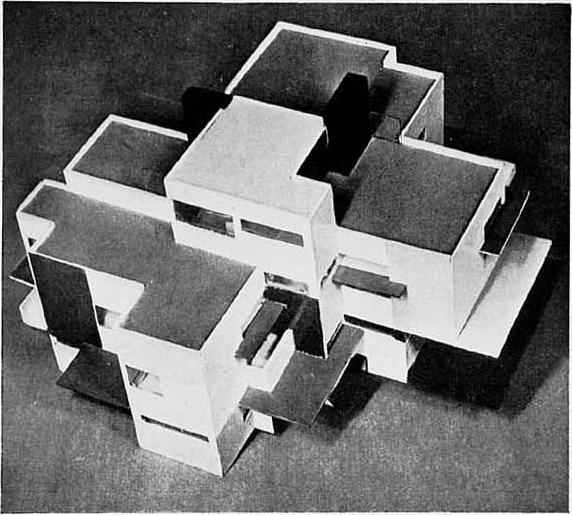
II. (1923)
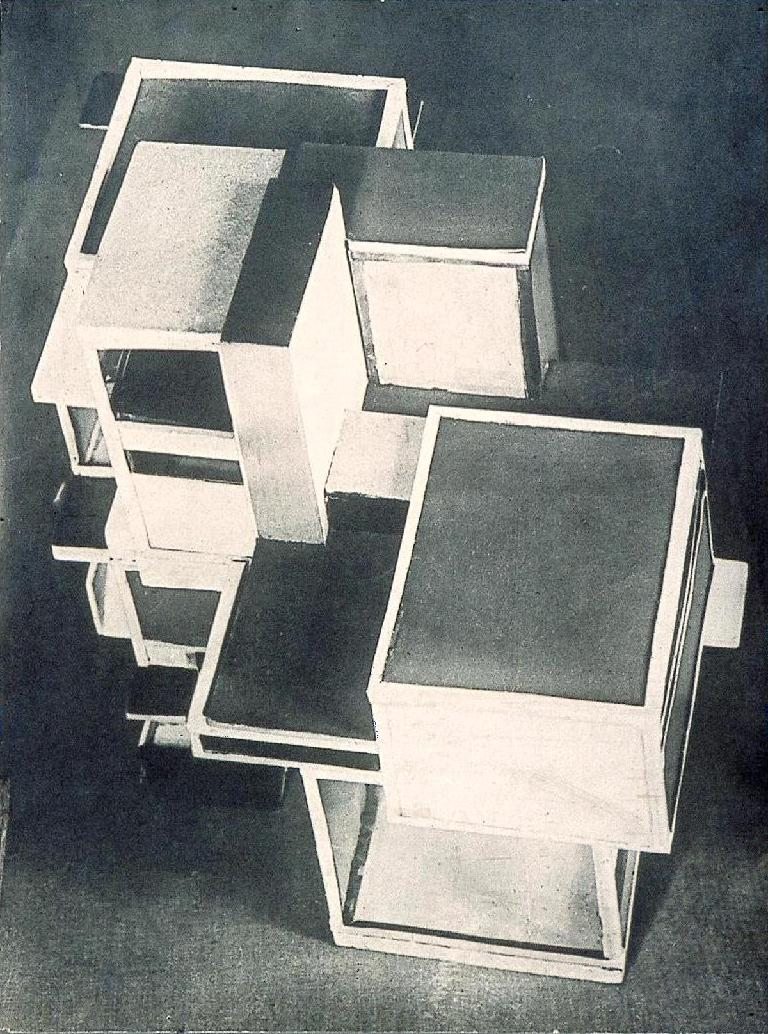
Artisztikus épület (1923)
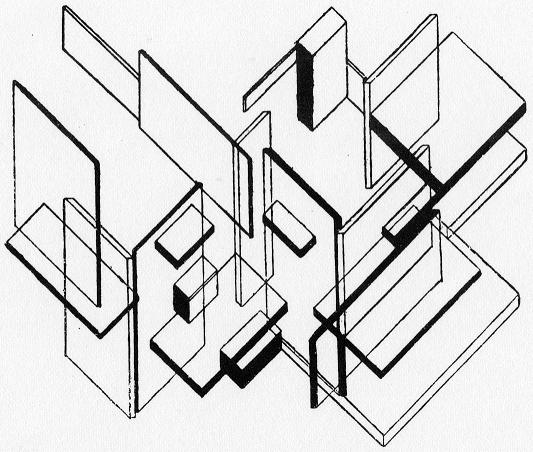
Építészeti analízis (1923)

### Theo van Doesburg aritmetikus festményei

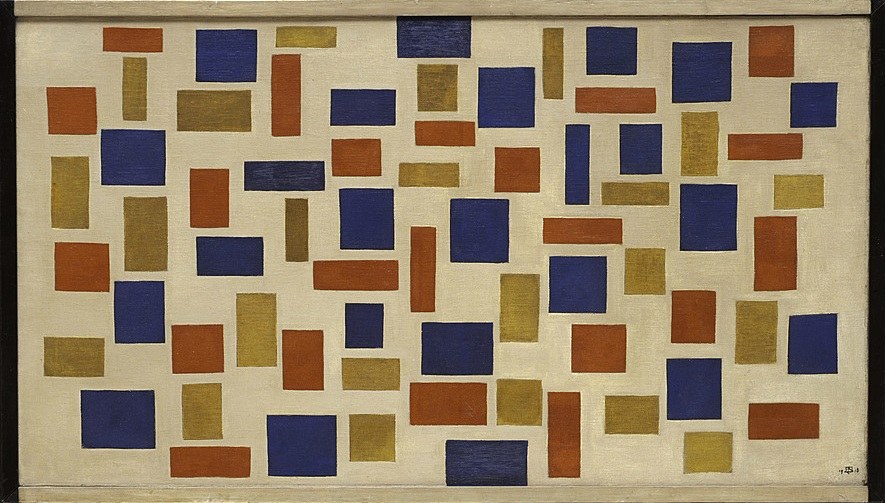
Kompozíció XI. (1918)
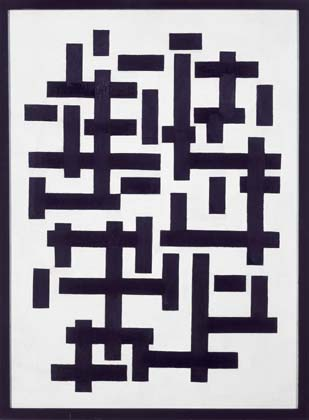
Kompozíció XII. fekete, fehérben (1918)
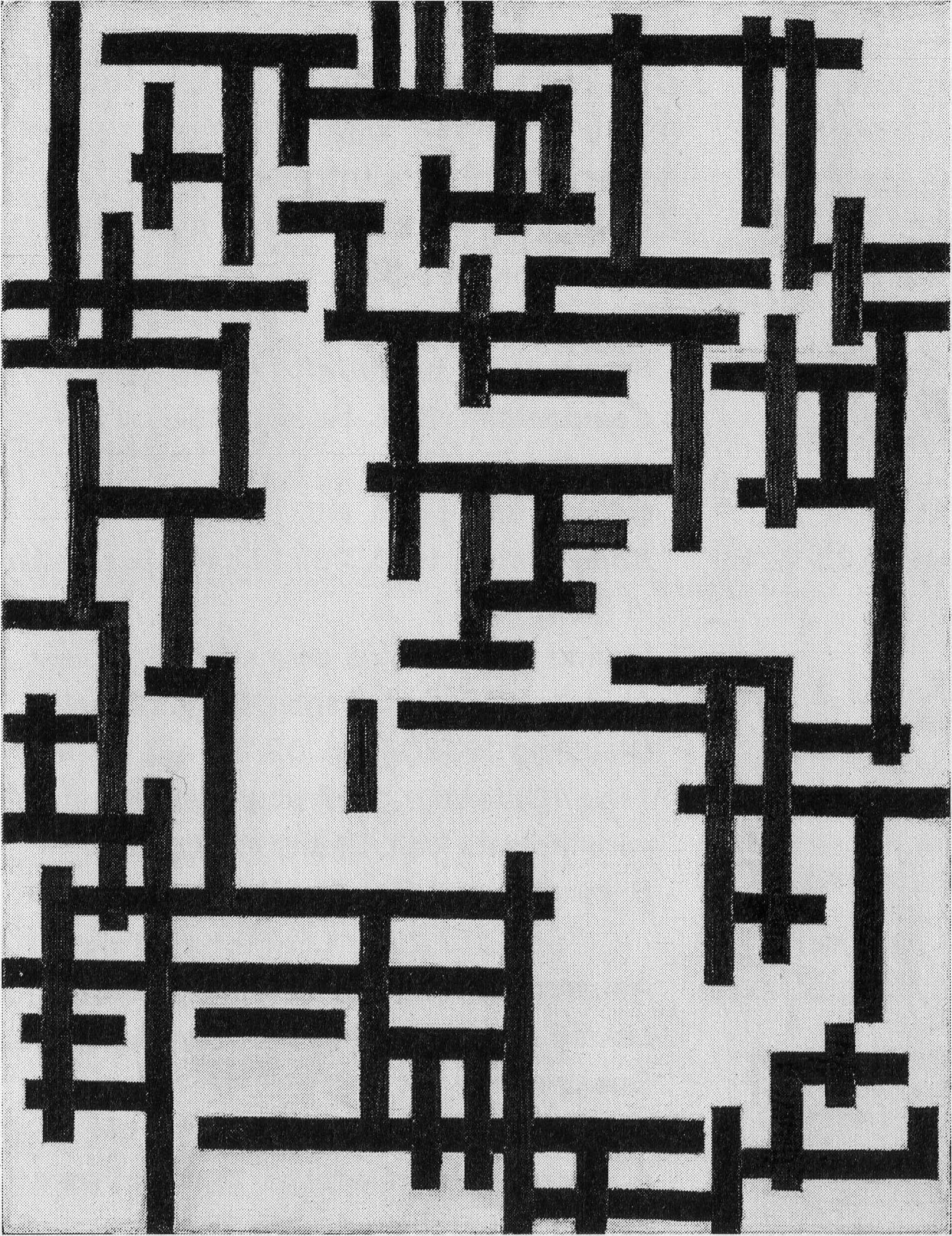
Kompozíció XIII. fekete, fehérben, Nő a stúdióban (1918)

### Piet Mondrian által inspirált művek, utánérzések

2007
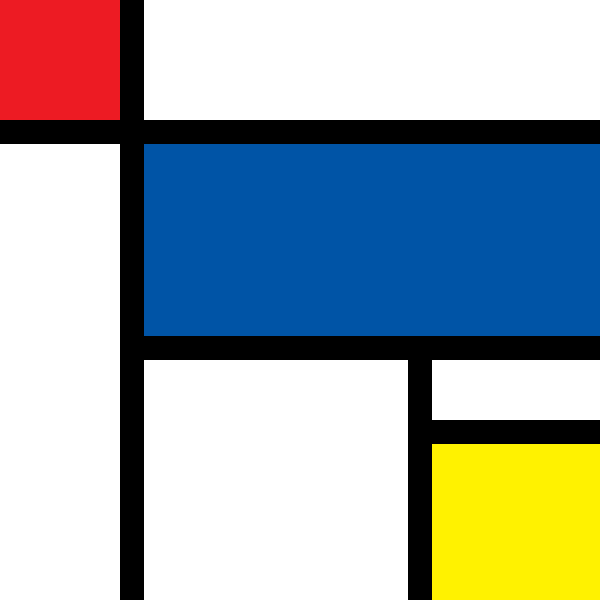
2007
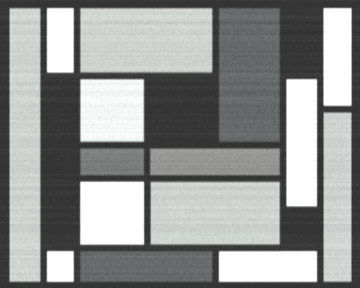
Madrid, 1968 (video)
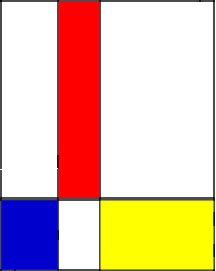
2007

### Ipari formatervek Van Doesburgtól

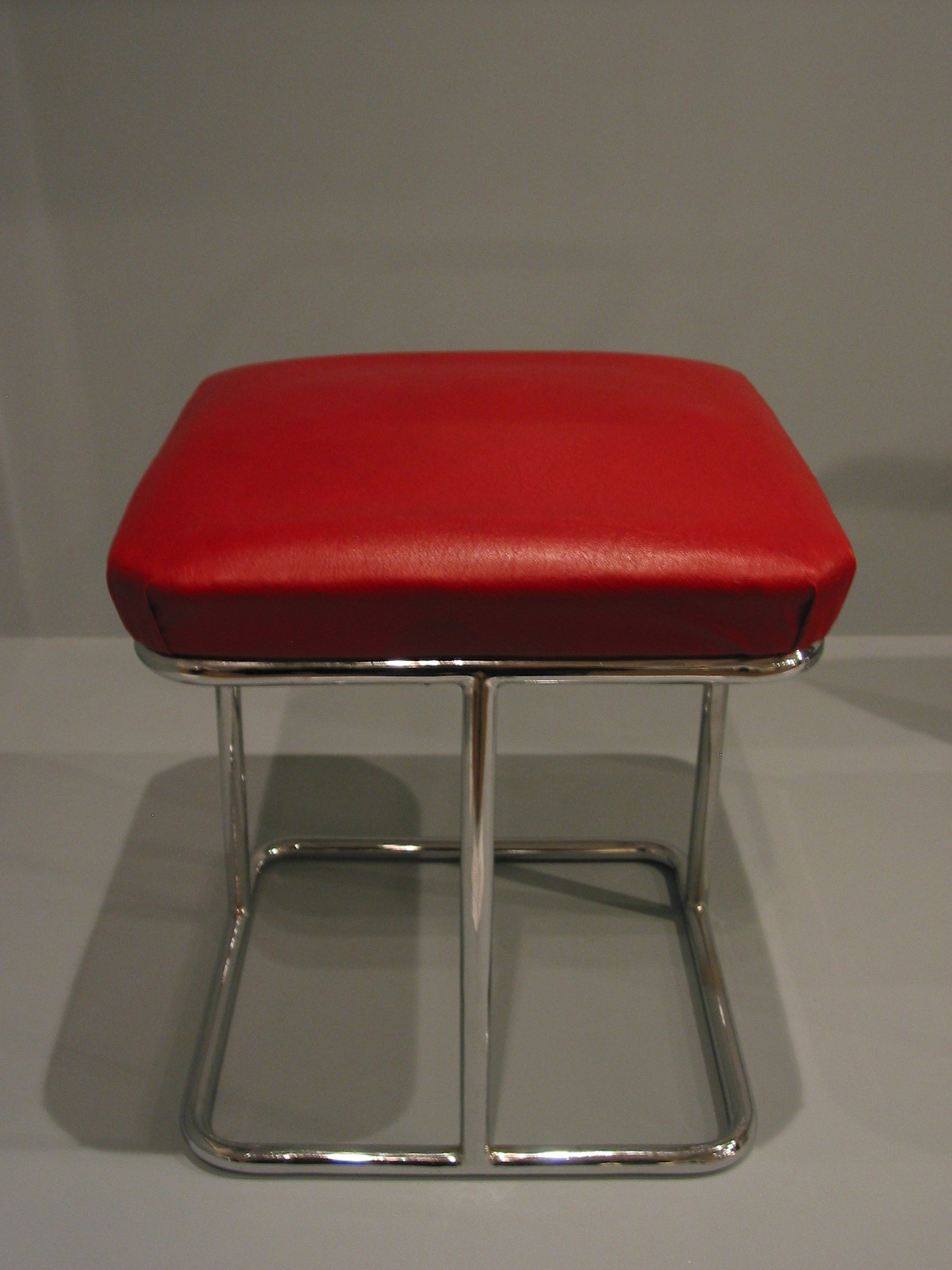
Támla nélküli szék (1929)
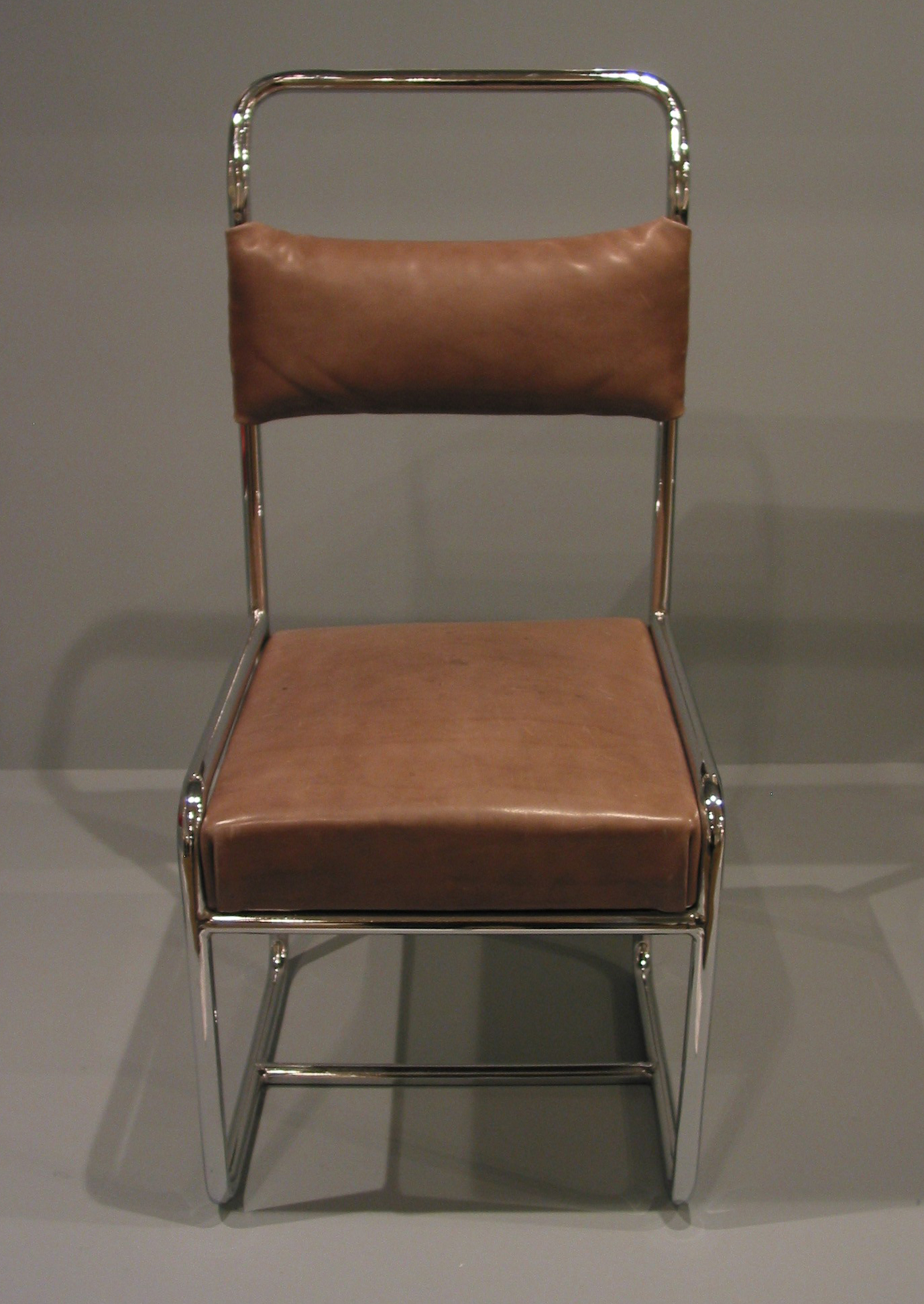
Szék (1930)
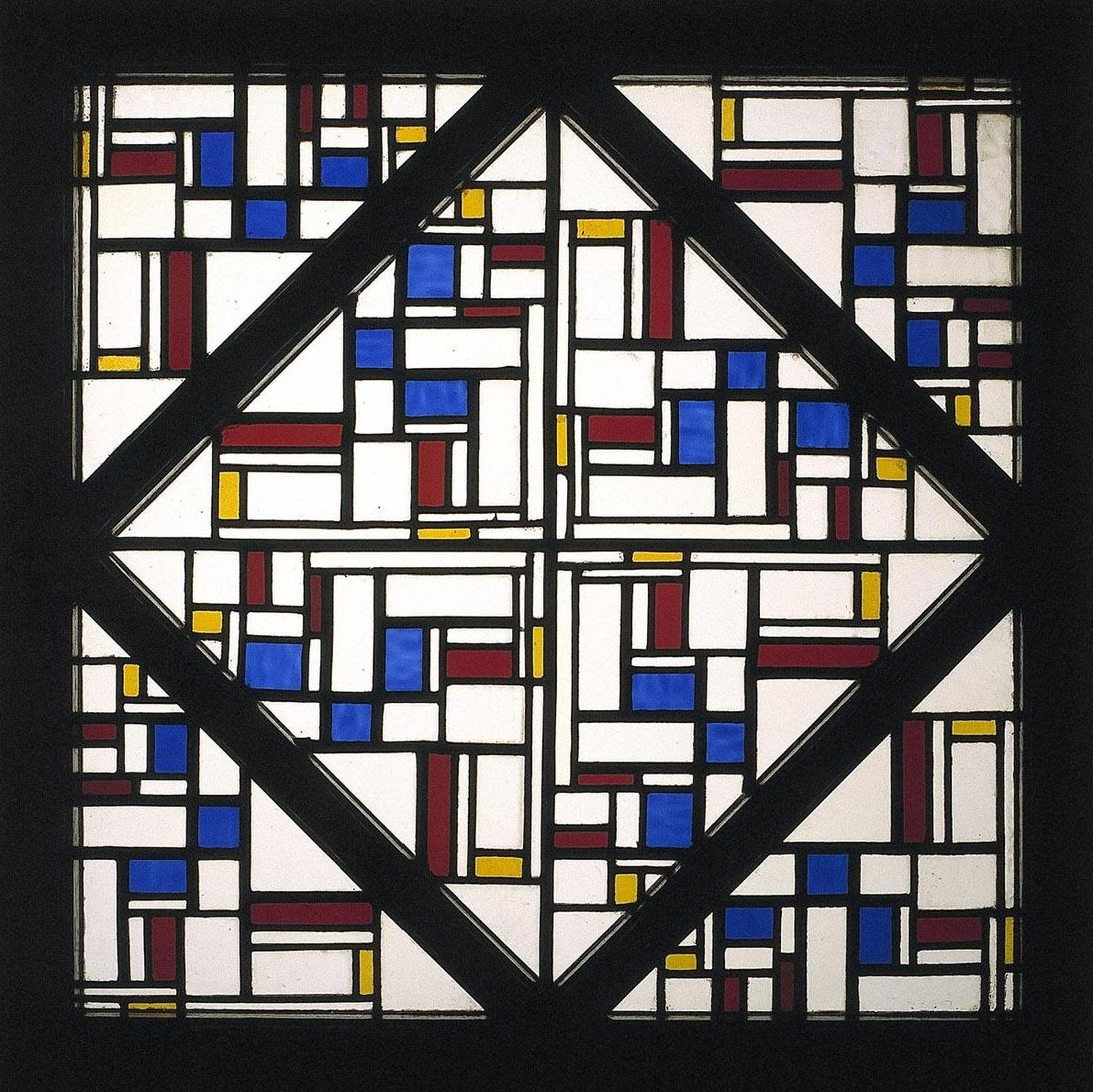
Színes ablaküveg kompozíció III. (1917)
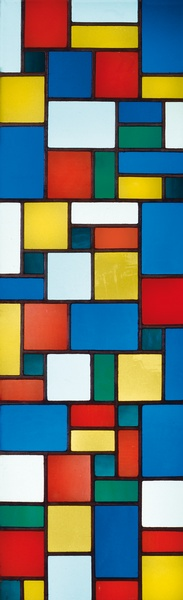
Vitro (1927)

## Művészek
- Gerrit Rietveld
- Piet Mondrian
- Theo van Doesburg
- Bagi László